# Valinda
Valinda és una concentració de població designada pel cens dels Estats Units a l'estat de Califòrnia. Segons el cens del 2000 tenia 21.776 habitants.

## Demografia
Segons el cens del 2000, Valinda tenia 21.776 habitants, 4.753 habitatges, i 4.258 famílies. La densitat de població era de 4.183 habitants/km².
Dels 4.753 habitatges en un 52,2% hi vivien nens de menys de 18 anys, en un 66,3% hi vivien parelles casades, en un 15,7% dones solteres, i en un 10,4% no eren unitats familiars. En el 7,1% dels habitatges hi vivien persones soles el 3,3% de les quals corresponia a persones de 65 anys o més que vivien soles. El nombre mitjà de persones vivint en cada habitatge era de 4,57 i el nombre mitjà de persones que vivien en cada família era de 4,64.
Per edats la població es repartia de la següent manera: un 34,3% tenia menys de 18 anys, un 10,9% entre 18 i 24, un 30% entre 25 i 44, un 17,8% de 45 a 60 i un 7% 65 anys o més.
L'edat mediana era de 28 anys. Per cada 100 dones de 18 o més anys hi havia 96,1 homes.
La renda mediana per habitatge era de 49.578 $ i la renda mediana per família de 49.653 $. Els homes tenien una renda mediana de 28.388 $ mentre que les dones 25.330 $. La renda per capita de la població era de 12.949 $. Entorn del 10,5% de les famílies i el 12,8% de la població estaven per davall del llindar de pobresa.

## Poblacions més properes
El següent diagrama mostra les poblacions més properes.